# كريستوفر جريج
كريستوفر جريج هو باحث ومستقبلي ورجل أعمال كندي. وهو أستاذ في أقسام علم الأعصاب والتشريح وعلم الوراثة البشرية في كلية الطب بجامعة يوتا، مدير مختبر جريج.

## المسيرة العملية
كان جريج طالبًا جامعيًا في جامعة ليثبريدج في كندا حيث حصل على درجة البكالوريوس في العلوم. حصل على درجة البكالوريوس في الكيمياء الحيوية قبل حصوله على درجة الدكتوراه من جامعة كالغاري في كندا في علم أحياء الخلايا الجذعية العصبية. أثناء عمله مع صموئيل فايس في معهد هوتشكيس للدماغ، حصل على ميدالية المستشار بجامعة كالغاري تقديراً لعمله في مجال الخلايا الجذعية والعلاجات التجديدية. أدى هذا العمل إلى تأسيس شركته الأولى للتكنولوجيا الحيوية؛ ستيم سيلز ثيرابيوتكس (بالإنجليزية: Stem Cell Therapeutics)‏.
في عام 2006، انتقل جريج إلى جامعة هارفارد كباحث ما بعد الدكتوراه، حيث حصل على زمالة هيومان فرونتيرز(بالإنجليزية: Human Frontiers)‏، وعمل مع كاثرين دولاك في مختبر دولاك، لتطوير أساليب تتابع الحمض النووي الريبي RNA للتمييز بين التعبير عن الأليلات الأبوية والأمومية في الدماغ.
في عام 2011، انضم جريج إلى قسمي علم الأعصاب وعلم الوراثة البشرية بجامعة يوتا، حيث أسس مختبر جريج. تم منحه المنصب الدائم في عام 2019. لعب مختبر جريج دورًا مبكرًا في تطوير تقنيات التسلسل المستخدمة لدراسة تأثيرات التعبير النوعي للأليل باستخدام تتابع الحمض النووي الريبي RNA. كشف هذا العمل عن الجينات التي تظهر تحيزًا في التعبير عن الأليل الأمومي أو الأبوي وكشف عن أشكال البصمة الجينية والتأثير الأبوي على التعبير الجيني في الدماغ، مما يؤثر بشكل كبير على سلوك النسل.
في عام 2019، شارك جريج في تأسيس شركة ستوري لاين (بالإنجليزية: Storyline Health Inc)‏، وهي شركة ذكاء اصطناعي تستخدم السلوك البشري لاكتشاف وتقديم المؤشرات الحيوية للصحة والأمراض.

## الابحاث
تركز اهتمامات جريج البحثية على تقاطع علم الجينوم والسلوك والآليات الوراثية والجينية في الدماغ التي تنظم السلوكيات المحفزة. أظهرت الأبحاث التي أجريت باستخدام نماذج الفئران أن التعبير الجيني يؤثر بشكل مباشر على السلوك وأن الذكاء الاصطناعي يمكن استخدامه للعثور على المؤشرات الحيوية السلوكية.

## الجوائز
- في عام 2010، حصل على جائزة ايبندورف اند ساينس في مجال علم الأعصاب.[10][11]
- في عام 2010، تم اختيار عمله كواحد من "أفضل 10 إنجازات لهذا العام" من قبل المعهد الوطني للصحة العقلية.[12]
- في عام 2012، تم اختياره ليكون أحد الباحثين في مؤسسة روبرتسون للخلايا الجذعية في نيويورك.[13]